# Runar Karlströmer
Nils Gustaf Runar Karlströmer, född 28 september 1907 i Södertälje, död 8 november 1977 i Kungsholms församling, Stockholm, var chefredaktör för Allers Familj-Journal 1938–1953. Därefter var han chefredaktör för omdöpta Allers dottertidning FamiljeJournalen tills den lades ner 1957.

## Biografi
Karlströmer umgicks med Stieg Trenter, och anses ha varit förebilden till kriminalintendenten Vesper Johnson i Trenters deckare.